# Килдин
Остров Килдѝн (на руски: остров Кильдин) е остров в южната част на Баренцово море, на 1,5 km от брега на Колския полуостров, в северната част на Мурманска област на Русия. Дължина от запад на изток 17,6 km, ширина до 7 km. Повърхността му представлява хълмисто плато с максимална височина 281 m, разположена в южната му част, изградено от пясъчници и шисти. На север и запад платото се спуска със стръмни склонове към морето, а на юг – с широки, стъпаловидни тераси. Покрит с тундрова растителност.
Първото топографско картиране и хидрографско описание на бреговете на острова е извършено през 1827 г. от руски хидрограф Михаил Рейнеке. През 1911 г. са проведени мащабни географски и геоложки изследвания от руския геолог Рудолф Самойлович.